# Friedrichsthal (Thuringe)
Pour les articles homonymes, voir Friedrichsthal.
Friedrichsthal est une municipalité allemande du land de Thuringe, dans l'arrondissement de Nordhausen, au centre de l'Allemagne. En 2015, sa population est de 223 habitants.

## Source de la traduction
- (de) Cet article est partiellement ou en totalité issu de l’article de Wikipédia en allemand intitulé « Friedrichsthal (Thüringen) » (voir la liste des auteurs).